# Literatura colonial de Chile
La literatura colonial de Chile hace referencia al conjunto de creaciones literarias, escritas por autores nacidos en el territorio o extranjeros (principalmente españoles), durante el denominado periodo de conquista y colonización del actual territorio chileno entre los siglos XVI hasta la primera década del siglo XIX.

## Cartas de Valdivia

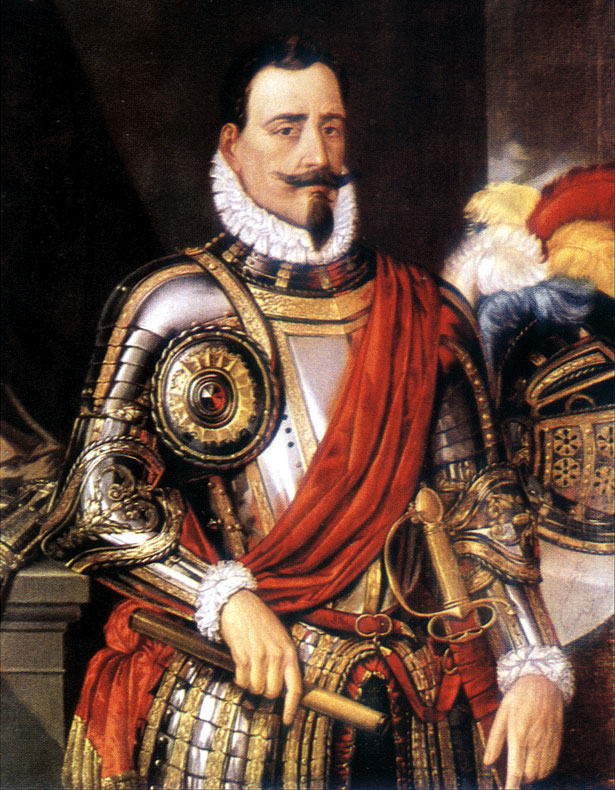
Pedro de Valdivia.

El género epistolar, ejercitado por el conquistador Pedro de Valdivia, durante su expedición y conquista del Reino de Chile, es considerado uno de los primeros antecedentes literarios del país. Conformado por doce cartas escritas por el conquistador al Emperador Carlos V, al Príncipe Felipe II, a Gonzalo Pizarro, a Hernando Pizarro, al Consejo de Indias y a sus apoderados en la corte, que fueron encontradas, en distintos momentos y después de muchos años por Claudio Gay, Diego Barros Arana y José Toribio Medina.
En una de ellas, la carta dirigida al Carlos V es la más famosa; fue escrita en La Serena en 1545 e inmortalizada en monumento de piedra a los pies del cerro Santa Lucía, alrededor del cual fundara Santiago, en ella dibuja entusiasmado un complaciente cuadro de Chile.

Y para que haga saber a los mercaderes y gentes que se quisieren venir a avecindar, que vengan, porque esta tierra es tal, que para poder vivir en ella y perpetuarse no la hay mejor en el mundo. Dígolo porque es muy llana, sanísima, de mucho contento. Tiene cuatro meses de invierno, no más, que en ellos, si no es cuando hace cuarto la luna, que llueve un día o dos, todos los demás hacen tan lindos soles, que no hay para qué llegarse al fuego. El verano es tan templado y corren tan deleitosos aires, que todo el día se puede el hombre andar al sol, que no le es importuno. Es la más abundante de pastos y sementeras, y para darse todo género de ganado y plantas que se puede pintar. Mucha y muy linda madera para hacer casas, infinidad otra de leña para el servicio dellas, y las minas riquísimas de oro, y toda la tierra está llena dello, y donde quiera que quisieren sacarlo allí hallarán en qué sembrar y con qué edificar y agua, leña y yerba para sus ganados, que parece la crio Dios a posta para poderlo tener todo a la mano.
Pedro de Valdivia, La Serena, 4 de septiembre de 1545

## Poesía épica
La épica (del adjetivo: ἐπικός, epikós; de ἔπος, épos, "palabra, historia, poema") es un género narrativo en el que se presentan hechos legendarios o ficticios relativos a las hazañas de uno o más héroes y a las luchas reales o imaginarias en las que han participado. Su forma de expresión más tradicional fue la narración en verso, bajo la forma de poemas épicos cuya finalidad última era exaltación o engrandecimiento de un pueblo.

### La Araucana

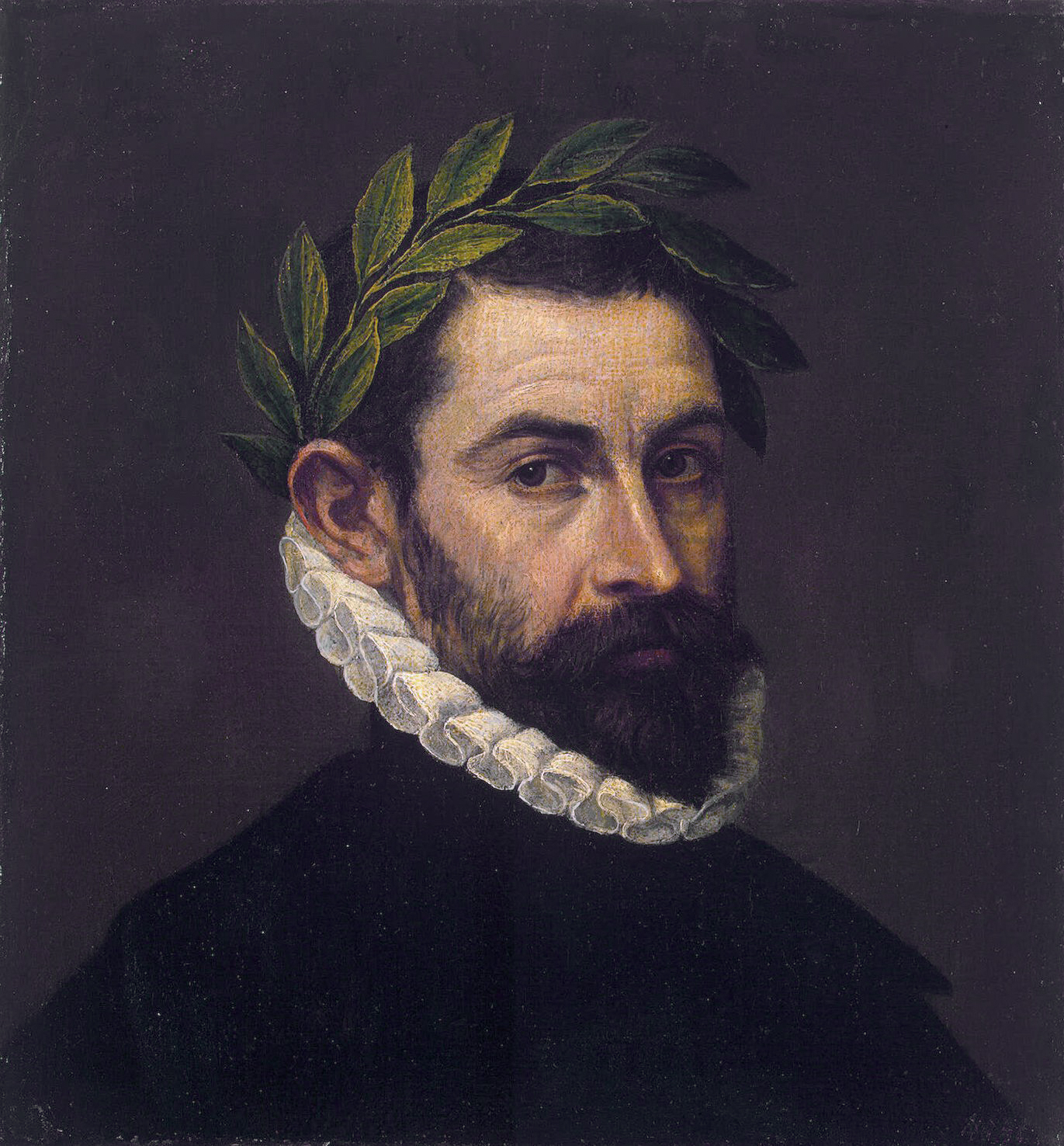
Alonso de Ercilla.

Producto de la participación directa en los primeros años de la Guerra de Arauco, el español Alonso de Ercilla escribe uno de los poemas épicos más importantes de la lengua española, La Araucana. Según el propio autor, el poema fue escrito durante su estadía en Chile usando, a manera de papel, cortezas de árboles y otros elementos rústicos. Ercilla, quien como antiguo paje de la corte de Felipe II contaba con una educación mayor que la del promedio de los conquistadores y había llegado a dicho país como parte de la expedición de refuerzo comandada por el nuevo gobernador García Hurtado de Mendoza.
Tras el regreso de Ercilla a España, el libro fue publicado en Madrid en tres partes a lo largo de dos décadas. El primer volumen se editó en 1569; el segundo, en 1578; y el tercero, en 1589. El libro obtuvo, entonces, un considerable éxito entre los lectores.

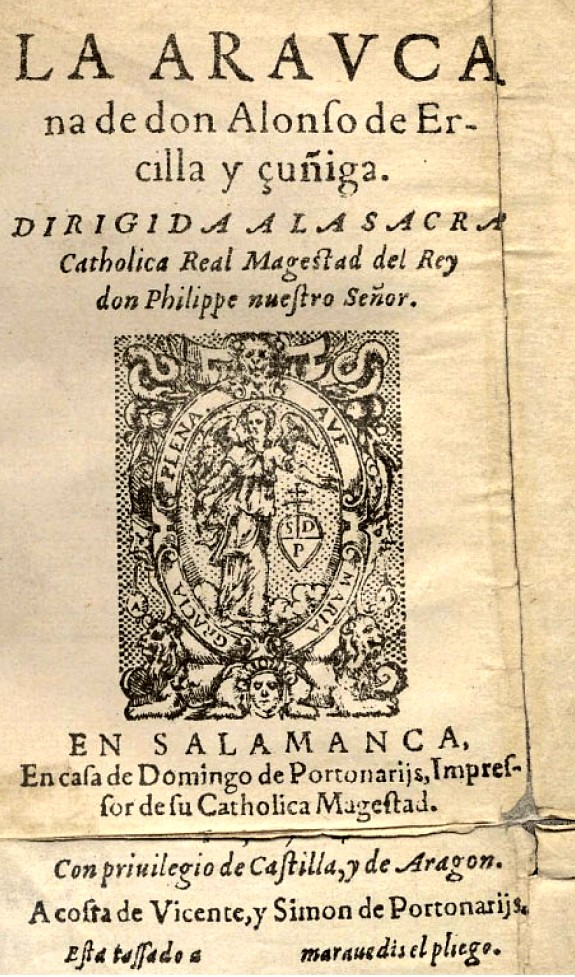
Segunda edición de la Primera Parte del Poema de 1574, Biblioteca Nacional de Chile.

El propio Ercilla expresa las motivaciones de la obra con estas palabras:

[...] por el agravio que algunos españoles recibirían quedando sus hazañas en perpetuo silencio, faltando quien las escriba; no por ser ellas pequeñas, pero porque la tierra es tan remota y apartada y la postrera que los españoles han pisado por la parte del Perú, que no se puede tener della casi noticia, y por el mal aparejo y poco tiempo que para escribir hay con la ocupación de la guerra, que no da lugar a ello; así el que pude hurtar, lo gasté en este libro, el cual, porque fuese más cierto y verdadero, se hizo en la misma guerra y en los mismos pasos y sitios, escribiendo muchas veces en cuero por falta de papel, y en pedazos de cartas, algunos tan pequeños que no cabían seis versos, que no me costó después poco trabajo juntarlos [...].
Alonso de Ercilla.

La obra es, por tanto, una reivindicación del valor desplegado por los soldados españoles en una guerra lejana y olvidada. Entre los soldados de esta guerra olvidada se encontraba el propio Ercilla, por lo que, en algún sentido, es una reivindicación también de la actuación personal.
Ese es el objetivo explícito y expresado. Sin embargo, se suele indicar que el texto tiene como motivación oculta la reivindicación de la figura del indígena,.
En cuanto a la estilística de la obra se puede apreciar que el narrador participa activamente en la trama, lo que en ese entonces no era habitual dentro del panorama de la literatura culta española.[cita requerida] La métrica de la obra es la estrofa denominada octava real, que rima ocho versos endecasílabos con el esquema ABABABCC:

Caciques, del Estado defensores,  (A)
codicia de mandar no me convida (B)
a pesarme de veros pretensores (A)
de cosa que a mí tanto era debida; (B)
porque, según mi edad, ya veis, señores, (A)
que estoy al otro mundo de partida; (B)
más el amor que siempre, os he mostrado, (C)
a bien aconsejaros me ha incitado.  (C)
La Araucana.

### Otros poemas épicos
Luego de La Araucana, surgió una gran cantidad de obras sobre temas americanos que imitaban su estilo poético: La Argentina, Arauco domado y Purén indómito, etc. Con el paso del tiempo, en estos textos se acrecentó el distanciamiento respecto de la crónica y narración de hechos históricos. Los autores optaron por trasladar temáticas del Renacimiento europeo al exótico escenario americano. Así, muchos de estos poemas realmente trataban más sobre sentencias morales, el amor romántico o tópicos latinos, que acerca de la Conquista.

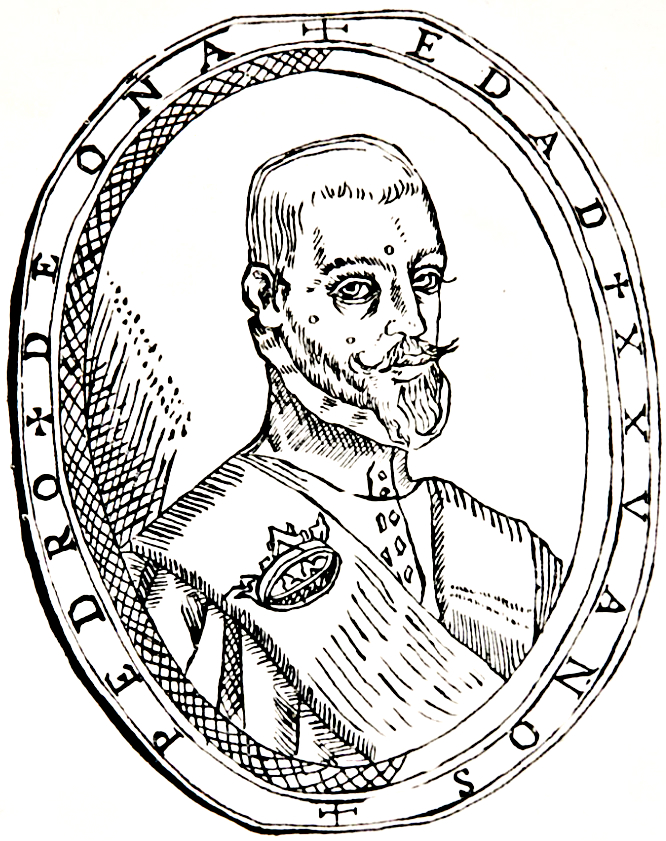
Pedro de Oña.

Por su parte Pedro de Oña, considerado el primer poeta nacido en territorio chileno, fue el principal continuador del estilo de Ercilla, con la publicación del Arauco domado (1596), que fue llevada al teatro por Lope de Vega en 1625. Si bien el poema de Oña no alcanzó la brillantez de La Araucana, inauguró una nueva forma métrica en la versificación castellana, conocida como la octava de Pedro de Oña, que se compone de ocho endecasílabos que riman en consonante ABBAABCC. Es una modificación de la octava real producida por su cruce con la copla de arte mayor.

Si pluma y vista de águila tuviera,
pluma con que romper el vacuo seno
y vista para ver el sol de lleno,
seguro de temor volara y viera,
o si tan remontada no estuviera
la soberana cumbre do me estreno,
prestárame el trabajo sus escalas
o me valiera entonces de mis alas.
(Pedro de Oña)

Posteriormente el primer poeta chileno, publica otras obras: El Temblor de Tierra de Lima (1609), Ignacio de Cantabria (1629), El vasauro (1635).
Posterior al poema de Oña, Diego Arias de Saavedra escribe el Purén indómito. Creada en el primer cuarto del siglo XVII, la obra narra la experiencia autobiográfica del autor y los sucesos de la Guerra de Arauco en el sur de Chile. El relato transcurre desde los preliminares de la batalla de Curalaba (1598), donde fue derrotado y muerto el gobernador del Reino de Chile Martín García Óñez de Loyola con el consiguiente el descalabro de las fuerzas conquistadoras a manos de los guerreros mapuches comandados por Pelentaru, hasta los siguientes gobiernos de Pedro de Viscarra (1598-1599) y Francisco de Quiñónez (1599-1600), tratando de las operaciones bélicas y zozobras vividas por los españoles en ese periodo.
El autor del Purén Indómito nombra al pasar a Ercilla en un verso como antecedente, constatando que dicho autor ha tratado ya antes las hazañas de un personaje. Y, aunque no comenta nada en respecto de La Araucana, si se declara a sí mismo inferior a en talento y poesía a de Oña y su Arauco Domado:
"No pasara tras de Oña la carrera
 
en un rocín tan flaco como el mio:

a grande liviandad se me tuviera
 
y aun fuera disparate o desvarío,

a quien delante va en tan buen caballo
 
pensar con otro lánguido alcanzallo".
Por otro lado también Fernando Álvarez de Toledo compuso un poema-crónica perdido salvo fragmentos, llamado Araucana, que a veces es reseñado como Araucana II para evitar confusiones con la célebre La Araucana de Alonso de Ercilla. Su obra trata, hasta donde se tiene certeza, de episodios bélicos de la Guerra de Arauco ocurridos en tiempos del gobernador de Chile Alonso de Sotomayor y Valmediano (1583-1591). Sus fragmentos entregan detalladas enumeraciones de soldados españoles que se habrían destacado en diversas batallas. Estos episodios, siguiendo el texto citado por Alonso de Ovalle, finalizan con la derrota del toqui Quintunguenu (1591). También trató el poema, según una de sus estrofas conocidas, la expulsión y derrota del corsario Thomas Cavendish en un combate terrestre ocurrido cerca del fondeadero de Quintero en 1587. Este último suceso se desarrolla en un paraje alejado del escenario del resto del relato, el teatro de la guerra contra los indígenas mapuches, en el sur de Chile.

## Crónicas y relaciones históricas

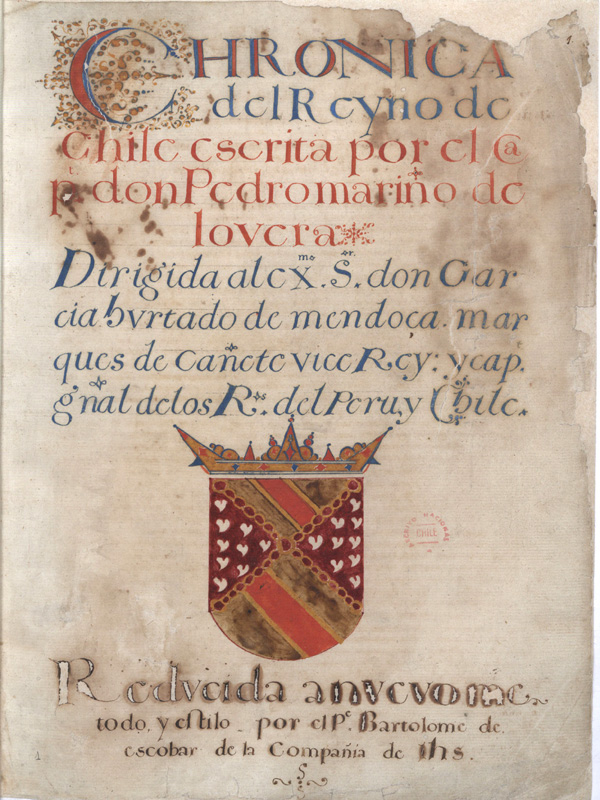
Crónica del Reino de Chile escrita por Pedro Mariño de Lovera.

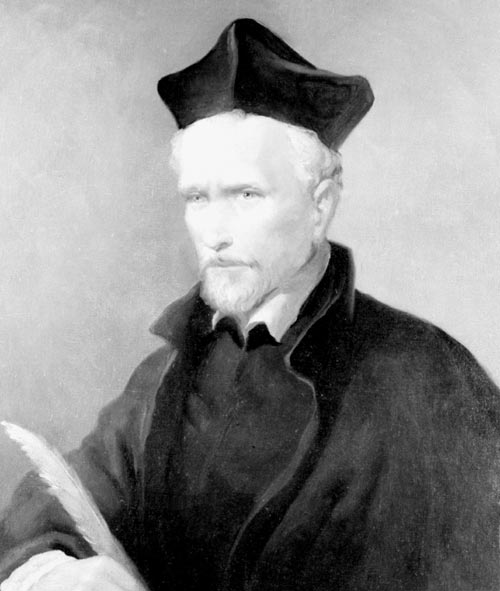
Alonso de Ovalle.

Los primeros cincuenta años de la conquista, se caracterizaron por ser un periodo de mucha inestabilidad y violencia. La labor de aquellos que emprendieron la tarea de relatar las hazañas del pueblo español en el Reino de Chile, se entremescló con la de ser soldado, dando origen al modelo conocido como de cronista-soldado.
Se conocen tres cronistas que escribieron durante el siglo XVI: Jerónimo de Vivar, quien escribió una Relación copiosa y verdadera del Reyno de Chile en 1558, a casi quince años de la entrada de Pedro de Valdivia al país; Alonso de Góngora Marmolejo, redactó una Historia de Chile que abarca desde 1536 a 1576; y Pedro Mariño de Lobera, capitán que terminó su Crónica del Reino de Chile poco tiempo antes de su muerte, en 1598.
En los siglos venideros, el modelo del soldado-cronista fue desplazado por el de historiadores más eruditos. Entre los que podemos mencionar a: Diego de Rosales (Historia general del Reyno de Chile), Alonso de Ovalle (Histórica relación del Reyno de Chile;1646), José Perfecto de Salas (Historia Geográfica e Hidrográfica del Reino de Chile; 1760), Francisco Núñez de Pineda y Bascuñán (Cautiverio feliz; 1673), Felipe Gómez de Vidaurre, Miguel de Olivares (Historia de la Compañía de Jesús en Chile; 1738), Vicente Carvallo y Goyeneche (Descripción histórico-geográfica del Reino de Chile; 1796), Juan Ignacio Molina (Ensayo sobre la Historia Natural de Chile; 1782)

## Escritura de mujeres
La escritura por parte de las religiosas en los conventos del período colonial fue una práctica común en el subcontinente sudamericano, no solo debido a que permitía reforzar la fe o porque era realizada «por mandato confesional», sino porque además, permitía «expresar cierta inquietud o cierta insatisfacción frente a la realidad vivida», al incluir temas relacionados con la vida material y espiritual que ellas tenían en el interior del convento.
En este contexto se enmarcó la labor literaria que desarrollaron las monjas en los alojamientos y conventos chilenos durante el período colonial y hasta el siglo XIX. Estas religiosas se caracterizaron por escribir cartas espirituales, diarios, autobiografías y epistolarios. Destacaron en estos géneros literarios sor Tadea de San Joaquín, Úrsula Suárez y Josefa de los Dolores, cuyos escritos serían los más conocidos en su tipo en el concierto sudamericano, junto a los de la capuchina sor María Jacinta del claustro de Nuestra Señora del Pilar de Buenos Aires, que se remontan posiblemente a la década de 1820.

## Teología, filosofía y ciencias naturales

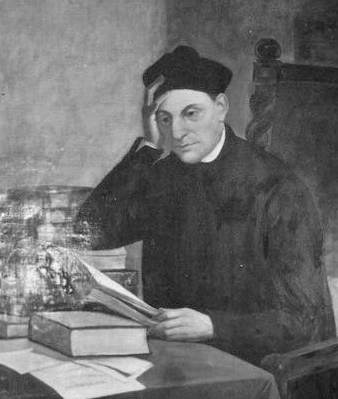
Manuel Lacunza.

Considerado el primer filósofo nacido en América, el teólogo y obispo franciscano Alonso Briceño, nació en Santiago de Chile en 1587. Seguidor de la escuela de Juan Duns Escoto, publicó en 1638 en Madrid el primer volumen de su obra Celebriores controversias in primum Sentenciarum Scoti; el segundo volumen lo publicó también en Madrid en 1642; el tercero lo tenía listo, pero no llegó a publicarse. En el primer volumen de su obra insertó una apología de la vida y doctrina el «doctor sutil», y un sumario de la santidad y doctrina del beato Amadeo y de otros discípulos o seguidores de Escoto.
Destaca también el trabajo llevado a cabo por el jesuita Manuel Lacunza. Debido a la expulsión de los jesuitas por orden del rey Carlos III de España, salió exiliado de Chile en 1767 y se estableció en la ciudad italiana de Imola, al igual que numerosos otros sacerdotes chilenos de la misma orden, como Miguel de Olivares y Juan Ignacio Molina. Su vida en el exilio se complicó debido a las prohibiciones de celebrar misa y realizar sacramentos que el papa Clemente XIV impuso a los jesuitas y a su situación económica: su familia chilena comenzó a empobrecerse, por lo que las remesas de dinero que le enviaban eran cada vez más escasas.
Tras cinco años de vivir en comunidad con los jesuitas, Lacunza se retiró a habitar a una casa ubicada en las afueras de la ciudad. Ahí se instaló en soledad, aparentemente con la única compañía de un misterioso personaje, al que llama en sus cartas «mi buen mulato». Algunos jesuitas chilenos, colegas suyos, lo describían como «un hombre cuyo retiro del mundo, parsimonia en su trato, abandono de su propia persona en las comodidades aun necesarias a la vida humana, y aplicación infatigable a los estudios, le conciliaban el respeto y admiración de todos».En 1773, por medio de la breve apostólico Dominus ac Redemptor, el papa disolvió la Compañía. La medida convirtió a Lacunza en clérigo seglar por decreto. En este ostracismo total, el jesuita realizó el trabajo teológico de su vida, enmarcado en la corriente del milenarismo. Lo esbozó primero en un folleto, conocido como Anónimo Milenario, que llegó a circular en América del Sur. Este texto, de 22 páginas apenas, dio pie a acalorados debates teológicos públicos, sobre todo en Buenos Aires, tras los cuales sus opositores lo denunciaron, obteniendo una prohibición del texto por parte de la Inquisición. En 1790 culminó los tres tomos de su obra Venida del Mesías en gloria y magestad [sic]. A partir de entonces, y hasta su muerte, realizó infructuosos esfuerzos, como remitir oficios a la corona española, para conseguir autorización y apoyo para llevar su obra a la imprenta.

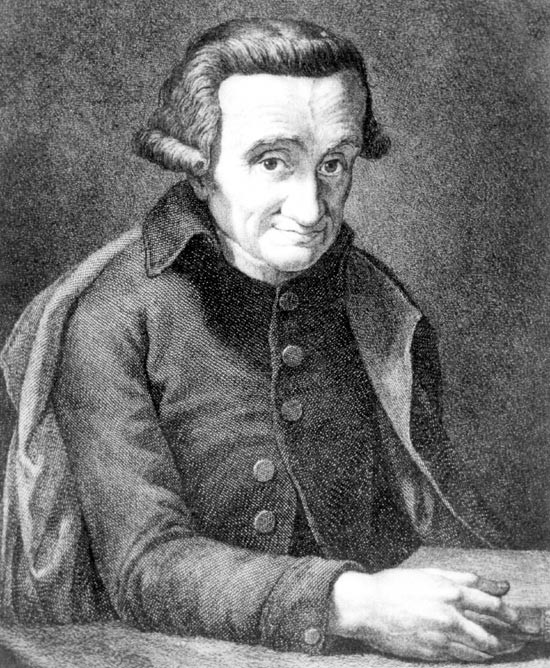
Abate Juan Ignacio Molina.

Expulsado al igual que Lacunza, el jesuita Juan Ignacio Molina, se convirtió en uno de los pensadores americanos más importantes de su época. Luego de su salida de Chile se asentó en Italia donde, gracias a sus habilidades lingüísticas, obtuvo la cátedra de lengua griega en la Universidad de Bolonia. Pronto logró buena reputación como historiador y geógrafo, debido a su Compendio della storia geografica, naturale e civile del regno del Cile (1776) y Saggio della storia civile del Cile (1787)
Finalmente llegó a ser profesor de Ciencias Naturales (1803), dado sus estudios en esa área. Por ejemplo, publicó (1782) el Saggio sulla Storia Naturale del Cile, en el que describió por primera vez la historia natural de Chile e introdujo a la ciencia numerosas especies propias de ese país. Además, en esa obra es también el primero en mencionar las minas de Paramillos de Uspallata, de plomo, plata y zinc. Todas esas obras fueron traducidas, atrayendo considerable atención, al alemán, español, francés e inglés. En botánica es reglamentario y permisible escribir simplemente Molina cuando se hace una referencia a alguna de sus descripciones. También alcanzó el rango de miembro del Real Instituto Italiano de Ciencias, Letras y Artes y la alta dignidad de primer académico americano de la docta Academia del Instituto de las Ciencias.
Todavía de considerable interés y más controversial son sus Analogías menos observadas de los tres reinos de la Naturaleza (1815) y Sobre la propagación del género humano en las diversas partes de la tierra (1818). En la primera propuso —más de cuatro décadas antes que Darwin— una teoría de la evolución gradual.